# Манук Манукян
Манук Манукян е български политик, еколог и общественик.

## Биография
Манук Манукян и роден през 1952 година в Бургас. Учи в Механотехникума и успоредно с това участва в кръжока по изобразително изкуство на художника Енчо Рачев. През 1971 г. завършва средното си образование и е приет в Художествената академия на Ереван, Армения. Заминаването му обаче е спряно от тогавашната партийна конюнктура като „неблагонадежден кадър“. За кратко работи като механик на летище-Бургас, после като художник по рекламата в Общинско предприятие „Отдих и украса“ и участва в общи и самостоятелни изложби на града. След няколко години създава първото в Бургас ателие за ситопечат, а след 1989 г. започва частен бизнес. През всичките тези години се вълнува от екологичните проблеми на Бургас, от чистотата на Черно море и запазване не неговото биоразнообразие. Построява яхта и прави многобройни плавания не само в българската акватория, но също до Ялта и Одеса, а след това по делтата на река Дунав през Румъния, Сърбия и Хърватия до Унгария. Вълнува го не само красотата на природата, но и
безотговорното отношение към нея и замърсяването на водните басейни.

## Каузи
Проблеми за водите, въздуха и природата се превръщат в лична кауза на Манук Манукян. След промените през 1989 г. застава начело на всички екологичните протести:
- срещу системните замърсявания на въздуха и околната среда от Нефтохимическия комбинат
- поголовното изсичане на дърветата в Бургас и горите на Странджа
- екологичната опасност от проектирания петролопровод Бургас-Александруполис
- сред организаторите е на инициативите за спасяването на залива Вромос
- инициатор за спасяването на бургаското крайбрежие от замърсяване
- в подкрепа на жителите от квартал Сарафово срещу строежа на база на НАТО в близост до бургаското летище
- организира подписки, митинги, протести, референдуми, палаткови лагери, шествия, участва в многобройни обществени и медийни дебати в защита на екологията.

## Политика
Мечтата на Манук Манукян за реални промени в държавата се изразява в активната му обществена дейност и още в първите дни след 10 ноември 1989 г. изразява категорично позициите си:
- става един от учредителите на първото опозиционно движение „Клуб 19 ноември“ в Бургас
- той е един от създателите на СДС в Бургас и дълги години негов общински секретар
- издигнат е за председател на синята партия „Екогласност“
- председател е на Инициативния комитет за спасяване на Бургаския залив
- общински съветник от НФСБ в мандата 2011 – 2015.

До последния ден от живота си Манук Манукян се бори за истински и дълбоки демократични промени в страната ни,
за просперитета на Бургас, за чиста природа и „чисти ръце“ в политиката. Това бяха неговите съкровени каузи.
На 21 септември 2023, по предложение на кмета Димитър Николов, Манук Манукян е удостоен посмъртно със званието „Почетен гражданин на Бургас“.